# CDATA
CDATA (англ. character data) — «символьні дані», які використовується в мовах розмітки SGML і XML. CDATA показує, що певна частина документа являє собою символьні дані, на відміну від несимвольних або символьних, але особливим чином структурованих, даних.

## CDATA в XML
У XML документах фрагмент, поміщений всередину CDATA, — це частина змісту елемента, яка для парсера містить тільки символьні дані, а не розмітку. CDATA — це просто альтернативний синтаксис для відображення символьних даних, немає ніякої смислової різниці між символьними даними, які оголошені як CDATA і символьними даними, які оголошені в звичайному синтаксисі і де «<» і «&» будуть представлені як «&lt;» і «&amp;», відповідно.
При виявленні початкового тегу <![CDATA[ синтаксичний аналізатор XML передає все наступне як символи, не намагаючись інтерпретувати їх як розмітку елемента або сутності. Посилання на символи в розділах CDATA НЕ працюють. Зустрівши завершальний тег ]]>, синтаксичний аналізатор припиняє передачу символів і відновлює нормальний синтаксичний аналіз.